# Träsknäsudd
Träsknäsudd är en udde i Finland. Den ligger i Raseborg och landskapet Nyland, i den södra delen av landet, 120 km väster om huvudstaden Helsingfors.
Terrängen inåt land är platt. Havet är nära Träsknäsudd åt nordväst.